# Peter Joseph Lenné
Peter Joseph Lenné (Bonn, 1789. szeptember 29. – Potsdam, 1866. január 23.) német kertművész, tájépítész.

## Életútja
A párizsi füvészkertben tanult és egyúttal építészettel is foglalkozott, majd Münchenben Schellel együtt a laxenburgi díszkert tervezetét dolgozta ki. 1816-ban Potsdamba hívták meg kertészménöknek és ekkor végezte Sanssouci, a berlini állatkert és a magdeburgi Frigyes Vilmos-kert parkozását. Lenné kezdeményezésére alapították a potsdami királyi faiskolát és kertészeti intézetet. 1847-ben a királyi nemzetgazdasági kollégium tagja, 1854-ben a porosz királyi kertek főigazgatója lett.
II. Miksa bajor király 1854-ban megbízta a Starnbergi-tó teljes nyugati partját magában foglaló királyi parkrendszer tervezésével. A kivitelezést 1855–1863 között tanítványa, Carl von Effner végezte. A tervező emlékére Lenné-parknak nevezték el.